# Bochen (Wipperfürth)
Bochen ist eine Ortschaft in der Gemeinde Wipperfürth im Oberbergischen Kreis im Regierungsbezirk Köln in Nordrhein-Westfalen (Deutschland).

## Lage und Beschreibung
Der Ort liegt im Westen der Stadt Wipperfürth. Im Nordwesten der Ortschaft entspringt der in den Grünenbaumer Bach mündende Bochener Bach. Nachbarorte sind Heidkotten, Schmalenfeld, Wüstemünte und Ritzenhaufe.
Politisch wird Bochen durch den Direktkandidaten des Wahlbezirks 17.1 (171) Hämmern im Rat der Stadt Wipperfürth vertreten.

## Geschichte
1368 wird der Ort erstmals unter der Bezeichnung Buken in einem Schriftverkehr zwischen der Stadt Wipperfürth und der Stadt Lübeck genannt. Die Topographische Aufnahme der Rheinlande von 1825 zeigt auf umgrenztem Hofraum unter dem Namen Bochen vier getrennt voneinander liegende Grundrisse.

## Busverbindungen
Über die Haltestelle Hämmern der Linie 336 (VRS/OVAG) ist Bochen an den öffentlichen Personennahverkehr angebunden.

## Einzelnachweise

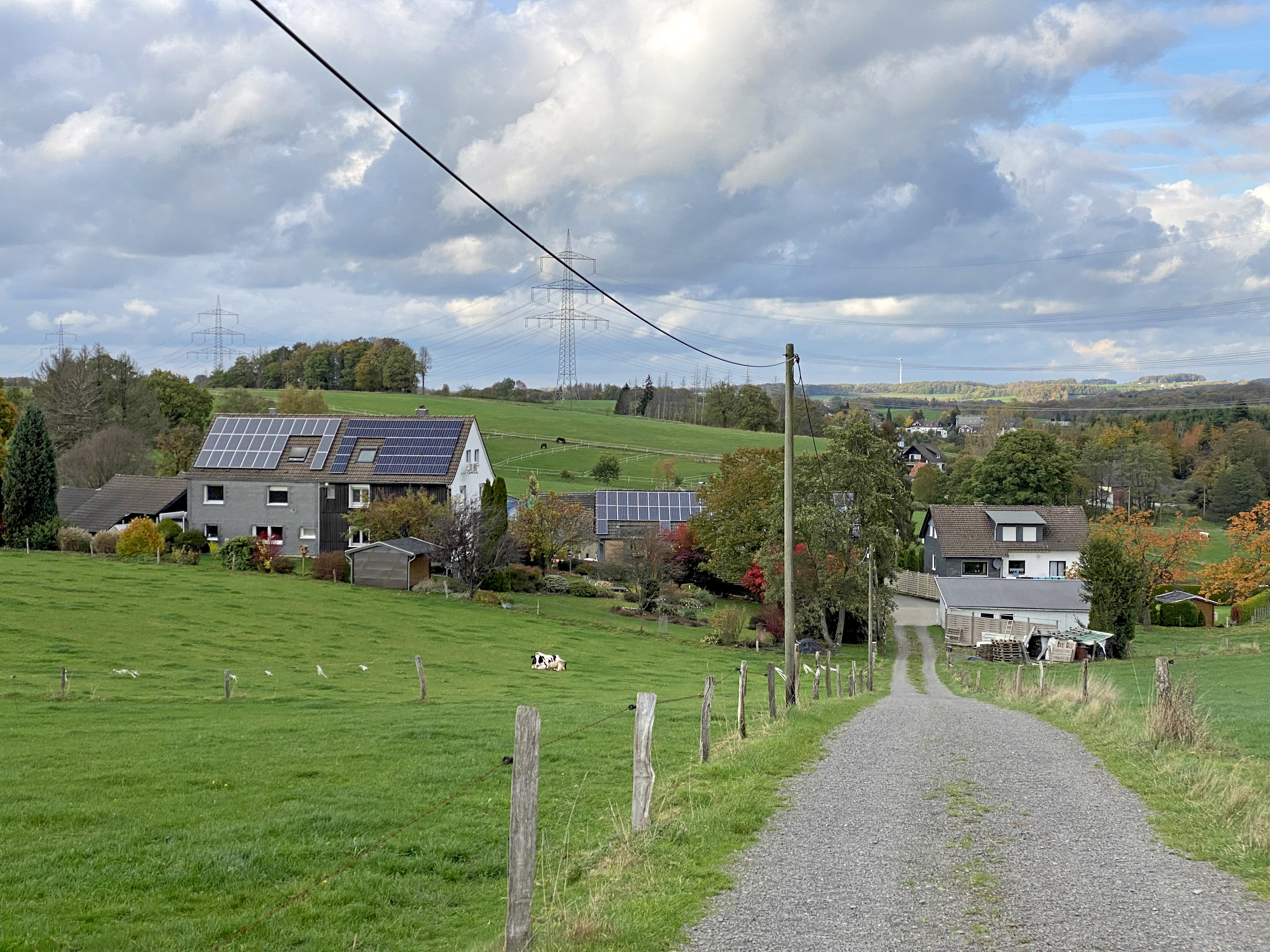
Bochen
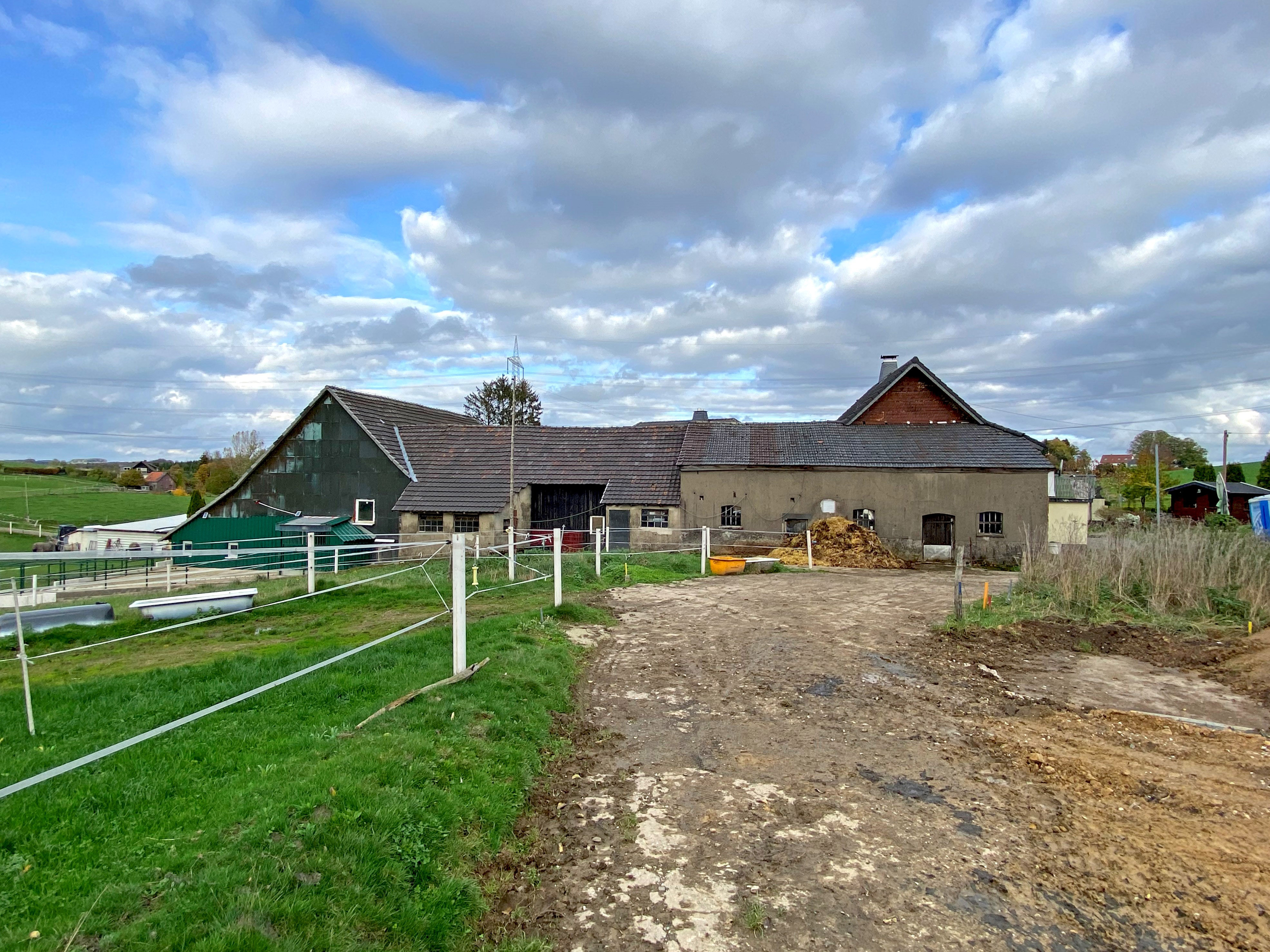
Hof Bochen 2
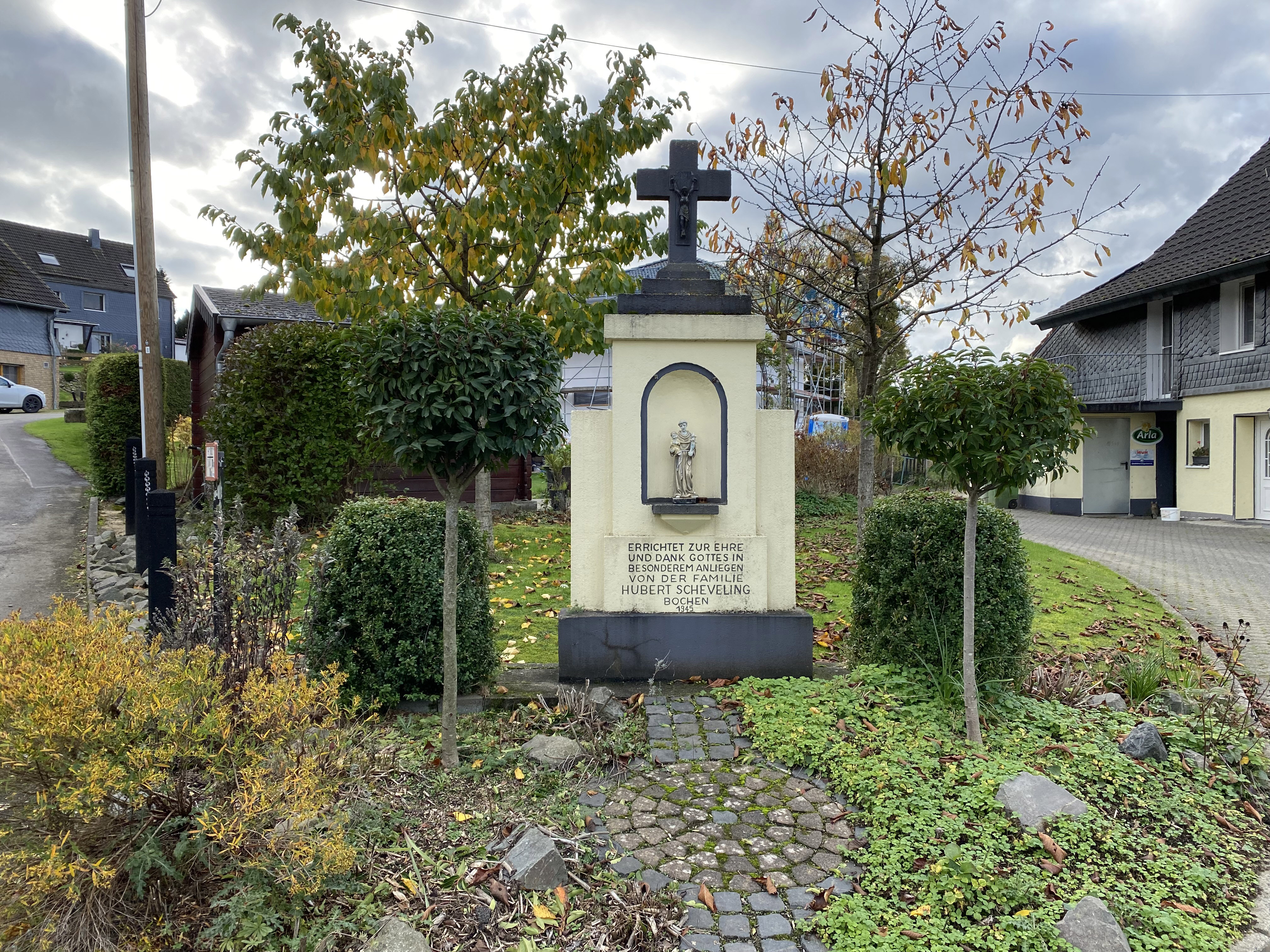
Hofkreuz in Bochen
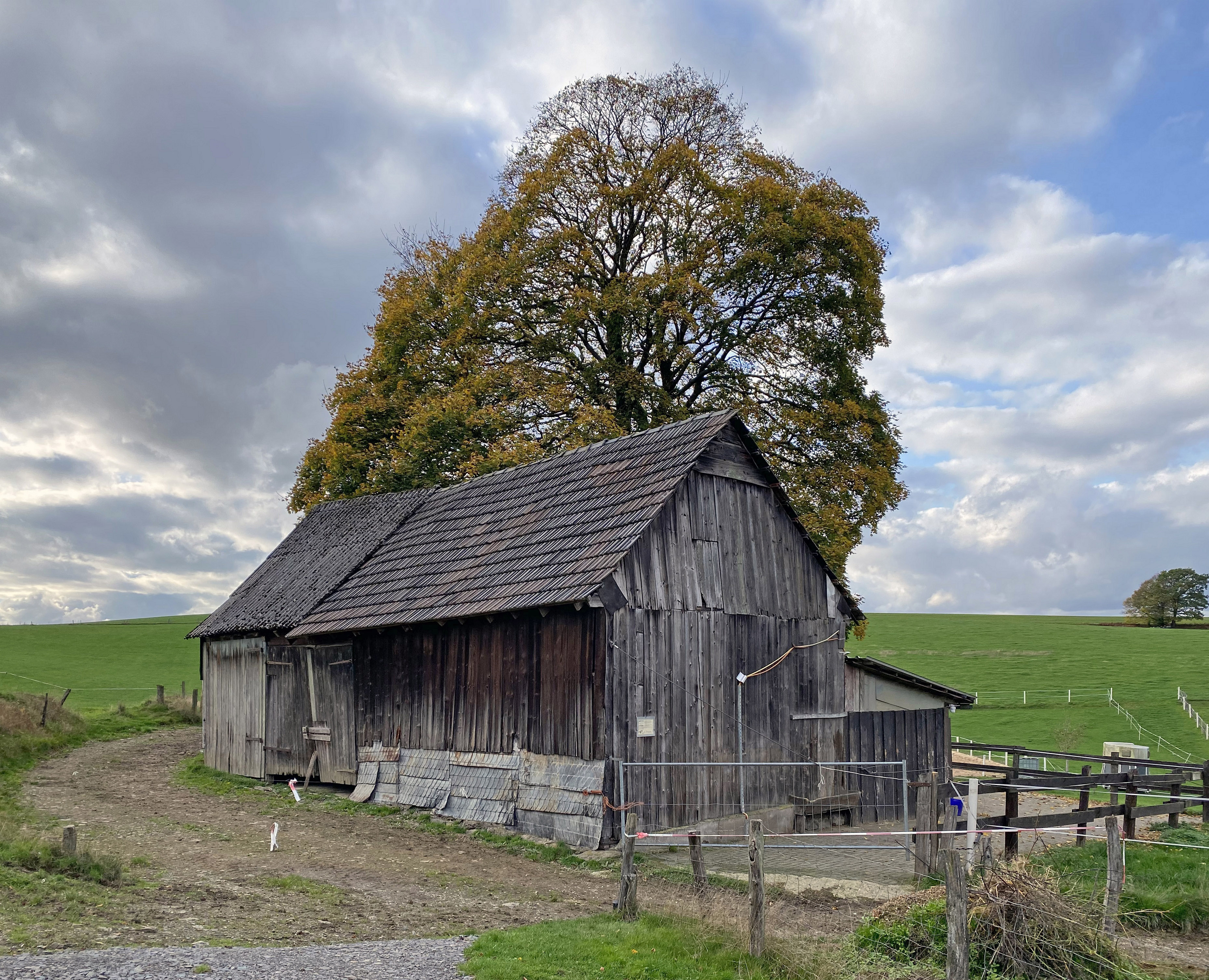
Alte Holzscheune
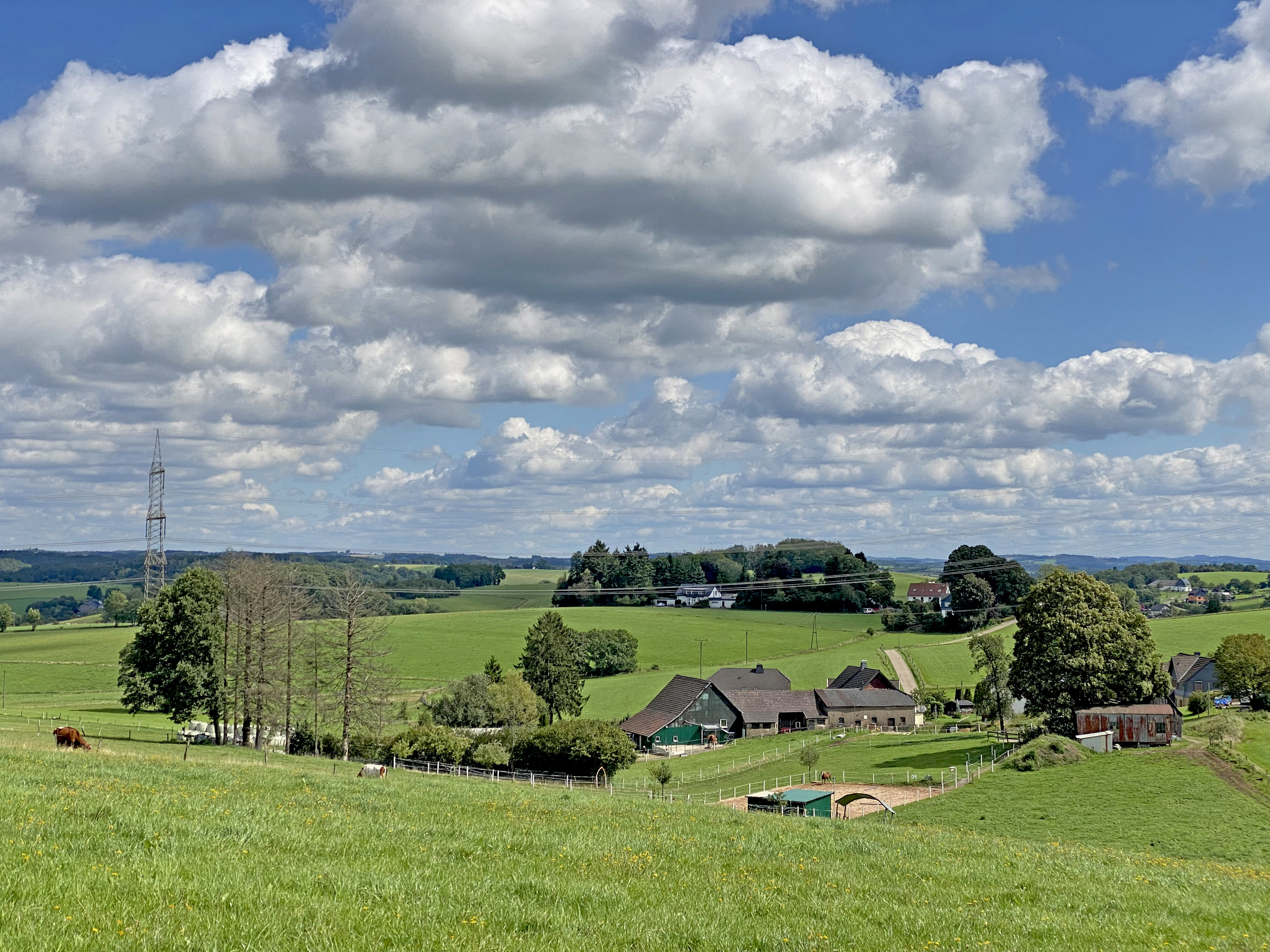
Ansicht von Westen